# 500 Milhas de Indianápolis de 1989
A 73ª edição das 500 Milhas de Indianápolis foi realizada no circuito de Indianapolis em 28 de maio de 1989, como prova válida da CART World Series. Teve como vencedor o brasileiro Emerson Fittipaldi, da equipe Patrick Racing, em sua primeira vitória. Al Unser Jr, da Galles Racing, e Raul Boesel, da Doug Shierson Racing, fecharam o pódio.

## Resumo
- A pole foi do veterano Rick Mears, a quinta do piloto que até então era três vezes vencedor da Indy 500, incluindo a edição anterior.[3][4] Mas Mears não completou a prova, parando na volta 113 por falha no motor.[5]
- O brasileiro Emerson Fittipaldi tomou a liderança já na largada, e ficou na frente por 158 voltas. Na reta final, travou um intenso duelo com Al Unser Jr pela vitória. O norte-americano chegou a ultrapassá-lo, mas foi atrapalhado por retardatários, permitindo a reaproximação do brasileiro, e ao tentar uma manobra arriscada, acabou batendo no carro de Emmo e depois no muro. Com isso, Unser Jr não pôde terminar a prova, embora tenha seguido com o segundo lugar. E Fittipaldi, que estava com o carro ileso, se aproveitou de uma bandeira amarela para garantir a vitória.[2][6]
- Ao vencer a corrida, Fittipaldi se tornou o primeiro brasileiro e o primeiro sul-americano a ganhar uma edição das 500 Milhas de Indianápolis, o primeiro estrangeiro vencedor desde Graham Hill em 1966, e o quarto piloto a ser campeão da Fórmula 1 e da Indy 500, igualando mais um feito de Hill e também de lendas como Jim Clark e Mario Andretti.[1]
- O último lugar no pódio foi para outro brasileiro: Raul Boesel,[2] que lidava com problemas em seu carro antes da bandeira amarela ser agitada.[5] Foi o melhor resultado dele na Indy 500.[7]
- Coincidentemente, no mesmo dia em que Fittipaldi venceu as 500 Milhas de Indianápolis, o também brasileiro Ayrton Senna venceu o Grande Prêmio do México de Fórmula 1. Foi a primeira, e até agora, única vez em que dois pilotos brasileiros triunfaram na Indy e na F1 na mesma data.[2] E curiosamente, os dois competiam com pinturas patrocinadas da Marlboro.[8][9]
- A vitória em Indianápolis rendeu a Fittipaldi o prêmio de 1 milhão de dólares, o maior daquele tempo. Também foi a primeira das cinco que o brasileiro teve na temporada que o consagrou como campeão da CART de 1989.[10]

## Resultados

### Grid de largada
R  = Rookie (estreante) da Indy 500;  V  = Vencedor de edições anteriores da Indy 500
| Fila | Por dentro     | Meio               | Por fora           |
| ---- | -------------- | ------------------ | ------------------ |
| 1    | Rick Mears V   | Al Unser V         | Emerson Fittipaldi |
| 2    | Jim Crawford   | Mario Andretti V   | Scott Brayton      |
| 3    | Bobby Rahal V  | Al Unser Jr.       | Raul Boesel        |
| 4    | A. J. Foyt V   | Randy Lewis        | John Andretti      |
| 5    | Teo Fabi       | Gary Bettenhausen  | Arie Luyendyk      |
| 6    | Tero Palmroth  | Scott Pruett R     | Ludwig Heimrath    |
| 7    | Didier Theys R | Bernard Jourdain R | Michael Andretti   |
| 8    | Tom Sneva V    | Gordon Johncock V  | Derek Daly         |
| 9    | John Jones R   | Danny Sullivan V   | Kevin Cogan        |
| 10   | Rocky Moran    | Dominic Dobson     | Bill Vukovich III  |
| 11   | Davy Jones     | Pancho Carter      | Rich Vogler        |

#### Substitutos
- Primeiro substituto: Johnny Rutherford  V  (#98/#14T) – Bumpado
- Segundo substituto: Phil Krueger (#77) – Bumpado

#### Falhou em se qualificar
- John Paul Jr. (#39/#79/#97) – Bumpado
- Michael Greenfield  R  (#17/#63) – falhou em se qualificar; recusou
- Tony Bettenhausen Jr. (#17/#24) – falhou em se qualificar; recusou
- Steve Butler  R  (#61) – bateu nos treinos
- Buddy Lazier (#35) – bateu nos treinos
- Steve Saleen  R  (#59) – bateu nos treinos
- Johnny Parsons (#59/#69) – bateu nos treinos
- Scott Harrington (#44) – não tentou se qualificar
- Tom Bigelow (#66) – não tentou se qualificar
- Stan Fox (#84) – não tentou se qualificar
- Steve Chassey (#79, #97) – não tentou se qualificar
- Dale Coyne  R  (#39) – não tentou se qualificar
- Dick Ferguson (#47) – não treinou
- Bobby Olivero – desconhecido

### Resultado final
| P.F.   | P.L. | Nº. | Piloto             | Qual    | Equipe                  | Chassi       | Motor           | Voltas | Status             |
| ------ | ---- | --- | ------------------ | ------- | ----------------------- | ------------ | --------------- | ------ | ------------------ |
| 1      | 3    | 20  | Emerson Fittipaldi | 222.329 | Patrick Racing          | Penske PC-18 | Ilmor-Chevrolet | 200    | 167.581 mph        |
| 2      | 8    | 2   | Al Unser Jr.       | 218.642 | Galles Racing           | Lola T89/00  | Ilmor-Chevrolet | 198    | Colisão            |
| 3      | 9    | 30  | Raul Boesel        | 218.228 | Doug Shierson Racing    | Lola T89/00  | Judd AV         | 194    | +6 voltas          |
| 4      | 5    | 5   | Mario Andretti V   | 220.485 | Newman/Haas Racing      | Lola T89/00  | Ilmor-Chevrolet | 193    | +7 voltas          |
| 5      | 10   | 14  | A. J. Foyt V       | 217.135 | A. J. Foyt Enterprises  | Lola T89/00  | Cosworth DFX    | 193    | +7 voltas          |
| 6      | 6    | 22  | Scott Brayton      | 220.458 | Dick Simon Racing       | Lola T89/00  | Buick V-6       | 193    | +7 voltas          |
| 7      | 31   | 50  | Davy Jones         | 214.279 | Euromotorsport          | Lola T88/00  | Cosworth DFX    | 192    | +8 voltas          |
| 8      | 33   | 29  | Rich Vogler        | 213.238 | Machinists Union Racing | March 88C    | Cosworth DFX    | 192    | +8 voltas          |
| 9      | 20   | 69  | Bernard Jourdain R | 213.105 | Andale Racing           | Lola T89/00  | Cosworth DFX    | 191    | +9 voltas          |
| 10     | 17   | 3   | Scott Pruett R     | 213.955 | Truesports              | Lola T89/00  | Judd AV         | 190    | +10 voltas         |
| 11     | 25   | 65  | John Jones R       | 214.028 | Protofab Racing         | Lola T89/00  | Cosworth DFX    | 189    | +11 voltas         |
| 12     | 30   | 81  | Billy Vukovich III | 216.698 | Hemelgarn Racing        | Lola T88/00  | Judd AV         | 186    | +14 voltas         |
| 13     | 18   | 71  | Ludwig Heimrath    | 213.878 | Hemelgarn Racing        | Lola T88/00  | Judd AV         | 185    | +15 voltas         |
| 14     | 28   | 33  | Rocky Moran        | 214.212 | A. J. Foyt Enterprises  | March 86C    | Cosworth DFX    | 181    | +19 voltas         |
| 15     | 24   | 10  | Derek Daly         | 214.237 | Raynor Motorsports      | Lola T89/00  | Judd AV         | 167    | +33 voltas         |
| 16     | 16   | 56  | Tero Palmroth      | 214.203 | Gohr Racing             | Lola T88/00  | Cosworth DFX    | 165    | Falha no eixo      |
| 17     | 21   | 6   | Michael Andretti   | 218.774 | Newman/Haas Racing      | Lola T89/00  | Ilmor-Chevrolet | 163    | Falha do Motor     |
| 18     | 29   | 86  | Dominic Dobson     | 213.590 | Bayside Motorsports     | Lola T88/00  | Cosworth DFX    | 161    | Falha do Motor     |
| 19     | 4    | 15  | Jim Crawford       | 221.450 | King Racing             | Lola T87/00  | Buick V-6       | 135    | Trem de força      |
| 20     | 19   | 12  | Didier Theys R     | 213.120 | Arciero Racing          | Penske PC-17 | Cosworth DFX    | 131    | Falha do Motor     |
| 21     | 15   | 9   | Arie Luyendyk      | 214.883 | Dick Simon Racing       | Lola T89/00  | Cosworth DFS    | 123    | Falha do Motor     |
| 22     | 32   | 24  | Pancho Carter      | 214.067 | Leader Card Racers      | Lola T89/00  | Cosworth DFX    | 121    | Falha elétrica     |
| 23     | 1    | 4   | Rick Mears V       | 223.885 | Penske Racing           | Penske PC-18 | Ilmor-Chevrolet | 113    | Falha do Motor     |
| 24     | 2    | 25  | Al Unser V         | 223.471 | Penske Racing           | Penske PC-18 | Ilmor-Chevrolet | 68     | Falha de embreagem |
| 25     | 12   | 70  | John Andretti      | 215.611 | Vince Granatelli Racing | Lola T88/00  | Buick V-6       | 61     | Falha do Motor     |
| 26     | 7    | 18  | Bobby Rahal V      | 219.530 | Kraco Racing            | Lola T89/00  | Cosworth DFS    | 58     | Válvula quebrada   |
| 27     | 22   | 7   | Tom Sneva V        | 218.396 | Vince Granatelli Racing | Lola T88/00  | Buick V-6       | 55     | Incêndio           |
| 28     | 26   | 1   | Danny Sullivan V   | 216.027 | Penske Racing           | Penske PC-18 | Ilmor-Chevrolet | 41     | Eixo traseiro      |
| 29     | 11   | 28  | Randy Lewis        | 216.494 | TeamKar International   | Lola T89/00  | Cosworth DFX    | 24     | Rolamento de roda  |
| 30     | 13   | 8   | Teo Fabi           | 215.563 | Porsche Motorsports     | March 89P    | Porsche         | 23     | Falha da ignição   |
| 31     | 23   | 91  | Gordon Johncock V  | 215.072 | Hemelgarn Racing        | Lola T88/00  | Buick V-6       | 19     | Falha do Motor     |
| 32     | 27   | 11  | Kevin Cogan        | 214.569 | Machinists Union Racing | March 88C    | Cosworth DFX    | 4      | Colisão            |
| 33     | 14   | 99  | Gary Bettenhausen  | 215.230 | Mann Motorsports        | Lola T87/00  | Buick V-6       | 0      | Válvula quebrada   |
| Fonte: |      |     |                    |         |                         |              |                 |        |                    |